# Titan
Titan (latin: titanium, franska: titane) är ett metalliskt grundämne och det nionde vanligaste grundämnet i jordskorpan. Titan används i legeringar inom bland annat flyg- och rymdteknik. Titan används också till implantat i människokroppen, till exempel för att fästa tandproteser i käkben, eftersom benvävnad växer fast i titan och titan inte orsakar avstötning. Titan används också i smycken eftersom det sällan orsakar allergi. Vidare används metallen, på grund av sin förmåga att tåla starka syror utan korrosion, som anod-/katod-ledare i ytbehandlingsindustrin och är lämplig i tillverkning av vissa typer av högtalarmembran. Titanets höga styrka, som tillåter tunnare konstruktioner än flertalet andra metaller, kombinerat med förhållandevis låg densitet utnyttjas också vid produktion av utrustningar där låg vikt eftersträvas, exempelvis turbinblad, vissa klockor och kokkärl för vandrare.
Titandioxid har ett högt brytningsindex och i pulverform reflekterar det därför mycket ljus. Det är ett vitt pigment som används i solkrämer, smink och målarfärger.

## Titanbearbetning
Titanets hårdhet (6,5 på Mohs hårdhetsskala) motsvarar den hos ohärdat stål vilket gör det möjligt att bearbeta titan med verktyg avsedda för stålbearbetning. Stansning är vanligt förekommande men sliter på stansarna; stansar som går av är inte helt ovanligt. Vid bockning spricker titan lätt om man tillämpar vanlig bockning (1–3 mm radie). Oftast måste man ha 5–10 mm radie vid bockning för att förhindra sprickor.

## Legeringar
Det finns många olika titanlegeringar. Gemensamma fördelar för dem är att de är korrosionshärdiga, det vill säga rostar inte, tål värme bra och har låg densitet. Nackdelen är att titan till följd av bland annat reningsprocesser är en dyr metall.
Det finns två huvudtyper av titanlegeringar:
- Legeringar med palladium. Dessa är de mest korrosionshärdiga legeringarna.
- Legeringar med aluminium och vanadin eller mangan. Denna typ av legering har mycket bra hållfasthetsegenskaper och används bland annat till flygplansdelar och flygmotordetaljer.

## Historia
År 1791 framställde engelsmannen William Gregor titanoxid ur mineralet ilmenit. Ämnet fick år 1795 namnet titanium av den tyske kemisten Martin Heinrich Klaproth, som upptäckte samma oxid i mineralet rutil.
Metallen framställdes först i oren form år 1825 av Jöns Jacob Berzelius. Rent titan utvanns 1910 av amerikanen Matthew A. Hunter genom upphettning av titantetraklorid med natriummetall i en sluten stålbehållare. Den industriella produktionen av titan var länge ett problem. År 1937 fick metallurgen Kroll patent på en framställningsmetod där titantetraklorid reduceras med kalcium i ädelgasatmosfär. Processen har vidareutvecklats och reduktionen sker med magnesium vid en temperatur av 800-900oC. Det finns även en framställningsprocess (Arkellprocessen) där man utgår från titantetrajodid som omvandlas till titanjodid TiJ2 som därefter sönderdelas till titan och jod.